# Katharina Heyer
Katharina Heyer (* 25. April 1983 in Ellwangen (Jagst)) ist eine deutsche Schauspielerin.

## Leben
Katharina Heyer ist die Tochter eines Richters und einer Lehrerin. Sie hatte früh ausgeprägte Vorlieben für Musik und Kunst und verbrachte längere Auslandsaufenthalte in den USA und in Schweden. Ihr Abitur legte sie 2002 am Evangelischen Seminar Blaubeuren ab.
Ihre Schauspielausbildung absolvierte Heyer von 2003 bis 2007 an der Universität der Künste Berlin. Nach ihrem Studienabschluss gehörte sie bis 2011 dem festen Ensemble des Deutschen Theaters in Göttingen an. In ihrer ersten Theatersaison stand sie unter anderem als Portia in Der Kaufmann von Venedig und als Helena in Die Troerinnen auf der Bühne. 2008 erhielt sie daraufhin den Nachwuchsförderpreis des „Fördervereins Deutsches Theater Göttingen“. Weitere Hauptrollen am Deutschen Theater waren die Titelrollen in Die Ehe der Maria Braun (2009) und in der Uraufführung der Theaterfassung des Romans Die Mittagsfrau (2010) sowie die Lady Macbeth (2011). Im Musical Cabaret stellte sie die Nachtclubsängerin Sally Bowles dar. Am Maxim-Gorki-Theater Berlin trat sie als Sängerin und Instrumentalistin beim Konzertabend The Johnny Cash Songbook auf.
Noch während des Studiums begann Katharina Heyer für Film und Fernsehen zu arbeiten. Der Spielfilm Früher oder später mit ihr lief 2007 im Wettbewerb des Internationalen Filmfestivals von Locarno. Im Fernsehen trat sie mehrfach in der Krimireihe Tatort auf und hatte zwischen 2007 und 2009 eine wiederkehrende Rolle als Gerichtsmedizinerin Dr. Niethnagel in den Schweriner Polizeiruf-110-Folgen mit Uwe Steimle. Im ARD-Märchenfilm Die kluge Bauerntochter spielte sie 2009 in einer komödiantischen Rolle die böse Cousine. In einer Episodenhauptrolle war sie 2011 in der Folge Blutsschwestern aus der ZDF-Krimireihe Ein starkes Team zu sehen. Im gleichen Jahr drehte sie für das ZDF in einer Hauptrolle neben Nico Rogner und Henriette Richter-Röhl den Fernsehfilm Die Samenhändlerin nach dem gleichnamigen historischen Roman von Petra Durst-Benning und spielte die Hauptrolle in einem Film der Inga-Lindström-Reihe. Im ZDF-Psychothriller Die Frau hinter der Wand (2013) verkörperte sie die Titelrolle laut FAZ als „Femme fatale, wie man sie im deutschen Fernsehen selten sieht.“

### Persönliches
Katharina Heyer hat einen Sohn (* 2008) und lebt in Berlin.

## Filmografie (Auswahl)
- 2007: Polizeiruf 110 – Dunkler Sommer (Fernsehreihe)
- 2007: Tatort – Spätschicht (Fernsehreihe)
- 2007: Auf dem Vulkan (Fernsehfilm)
- 2007: Früher oder später
- 2007: KDD – Kriminaldauerdienst – Unversöhnlich (Fernsehserie)
- 2007: Polizeiruf 110 – Farbwechsel
- 2007: In aller Freundschaft – Herzrasen (Fernsehserie)
- 2007: Stellungswechsel
- 2008: Polizeiruf 110 – Eine Maria aus Stettin
- 2008: Tatort – Brandmal
- 2008: Tatort – Der tote Chinese
- 2009: Polizeiruf 110 – Schweineleben
- 2009: Die kluge Bauerntochter (Fernsehfilm)
- 2011: Ein starkes Team – Blutsschwestern (Fernsehreihe)
- 2011: Unter Nachbarn
- 2011: Die Samenhändlerin (Fernsehfilm)
- 2012: Inga Lindström – Der Tag am See (Fernsehfilm)
- 2012: Tatort – Tote Erde
- 2012: SOKO Wismar – Deckmäntel (Fernsehserie)
- 2013: Die Frau hinter der Wand
- 2013: Bella Block – Angeklagt (Fernsehreihe)
- 2014: Josephine Klick – Allein unter Cops – Nachbarschaft (Fernsehserie)
- 2014: Wir waren Könige
- 2016: Tempel – Falscher Frieden (Fernsehserie)
- 2016: Der Athen-Krimi – Trojanische Pferde (Fernsehfilm)
- 2016: Alarm für Cobra 11 – Die Autobahnpolizei – Die falsche Seite (Fernsehserie)
- 2016: Ein Fall für zwei – Gemeinsam einsam (Fernsehserie)
- 2016: SOKO Wien – Wir sind viele (Fernsehserie)
- 2016, 2021: SOKO Köln (Fernsehserie, 2 Folgen)
- 2017: Tatort – Der scheidende Schupo
- 2017: Volt
- 2017: Zarah – Wilde Jahre – Ich hab auf sein Grab gepinkelt (Fernsehserie)
- 2017: Polizeiruf 110 – Das Beste für mein Kind
- 2018: Kommissar Dupin – Bretonisches Leuchten (Fernsehreihe)
- 2018: Letzte Spur Berlin – Schutzengel (Fernsehserie)
- 2018: Die Chefin – Der Neue (Fernsehserie)
- 2018: Großstadtrevier – Pauls Abschied (Fernsehserie)
- 2018: Charité – Schwere Geburt (Fernsehserie)
- 2019: Hanna (Fernsehserie, 3 Folgen)
- 2019: Polizeiruf 110 – Mörderische Dorfgemeinschaft
- 2019: SOKO München – Vom Geben und Nehmen (Fernsehserie)
- 2019: Das Traumschiff – Antigua (Fernsehreihe)
- 2019: Der Staatsanwalt – Vergissmeinnicht (Fernsehreihe)
- 2020: Tonio & Julia – Der perfekte Mann (Fernsehreihe)
- 2020: Harter Brocken – Die Fälscherin (Fernsehreihe)
- 2021: Ein starkes Team – Man lebt nur zweimal (Fernsehreihe)
- 2021: Nachtschicht – Blut und Eisen (Fernsehreihe)
- 2021: Käthe und ich (Fernsehserie, 2 Folgen)
- 2021: Der Dänemark-Krimi – Rauhnächte (Fernsehreihe)
- 2021: Kranitz – Bei Trennung Geld zurück (Fernsehserie)
- 2021: SOKO Leipzig – Rette sich, wer kann (Fernsehserie)
- 2021: Faking Hitler (Fernsehserie)
- 2022: Stubbe – Ausgeliefert (Fernsehreihe)
- 2022: Ein Sommer in der Bretagne (Fernsehfilm)
- 2022: In aller Freundschaft – Die jungen Ärzte – Schlaflos (Fernsehserie)
- 2022: Barbaren (Fernsehserie)
- 2022: Der Scheich (Fernsehserie)
- 2022: Gestern waren wir noch Kinder (Fernsehserie)
- 2023: Düstersee (Fernsehfilm)
- 2023: Der Dänemark-Krimi – Blutlinie (Fernsehreihe)
- 2023: Lena Lorenz – Gegen den Schmerz (Fernsehreihe)
- 2023: Der Greif (Fernsehserie)
- 2023: Mordsschwestern – Verbrechen ist Familiensache – Die Made (Fernsehserie)
- 2023: SOKO Potsdam – Kleinod (Fernsehserie)
- 2024: Praxis mit Meerblick – Die Kämpferin (Fernsehreihe)
- 2024: Ein Mann seiner Klasse (Fernsehfilm)
- 2024: Der Dänemark-Krimi – Das Mädchen im Kirchturm (Fernsehreihe)
- 2024: Yvonne und der Tod
- 2024: Dünentod – Tod auf dem Meer
- 2024: Bonhoeffer
- 2025: Der Alte (Folge: Bevorzugt behandelt)